# Moulin-sous-Touvent
Moulin-sous-Touvent település Franciaországban, Oise megyében. Lakosainak száma 189 fő (2022. január 1.). Moulin-sous-Touvent Attichy, Autrêches, Bitry, Carlepont, Nampcel, Saint-Pierre-lès-Bitry, Tracy-le-Mont és Tracy-le-Val községekkel határos.

## Népesség
A település népességének változása:
| Lakosok száma | 226  | 221  | 213  | 205  | 196  | 196  | 191  | 189  |
|               | 2013 | 2015 | 2017 | 2018 | 2019 | 2020 | 2021 | 2022 |